# 橋本長道
橋本 長道（はしもと ちょうどう、1984年〈昭和59年〉5月7日 - ）は、日本の小説家、ライター。元新進棋士奨励会1級。将棋小説『サラの柔らかな香車』で集英社第24回小説すばる新人賞や第24回将棋ペンクラブ大賞（文芸部門）を受賞。『サラは銀の涙を探しに』や『覇王の譜』も執筆した。また、奨励会の実像を記した『奨励会 ～将棋プロ棋士への細い道～』も執筆し、ねとらぼでは「15年目の感想戦」を連載した。

## 来歴
1984年（昭和59年）生まれ。兵庫県小野市出身。1999年（平成11年）、小野市立小野中学校3年生の時に中学生将棋王将戦で優勝。同年、プロ棋士を目指して、新進棋士奨励会に入会。井上慶太門下。1級まで昇級するも、2003年（平成15年）に退会。大学2年生から卒業まで井上慶太九段の父も働いている神戸将棋センターでアルバイトをしていた。2008年（平成20年）に神戸大学経済学部を卒業する。
大学卒業後に努めた政府系金融機関を1年ほどで退職。その後1年ほどしてから小説を書き始める。2010年（平成22年）にはジャンプ小説新人賞フリー部門特別賞を受賞。2011年（平成23年）に『サラの柔らかな香車』で集英社が主催する第24回小説すばる新人賞を受賞し、小説家としてデビューする。翌2012年（平成24年）、『サラの柔らかな香車』で第24回将棋ペンクラブ大賞（文芸部門）を受賞する。2018年には奨励会の実像を記した『奨励会 ～将棋プロ棋士への細い道～』を執筆している。
2022年（令和4年）には8年振りの新作小説となる『覇王の譜』を執筆。谷津矢車は同書の人物造詣や将棋の対局におけるリアリティを評価し、「小説のことばで将棋のクオリアを掴んだ力作」と評した。同書は三国志をモデルにしたといい、将棋界の権力闘争も描写した。同書はWEB本の雑誌の「オリジナル文庫大賞」を受賞し、翌2023年（令和5年）には第35回将棋ペンクラブ大賞の文芸部門大賞も受賞した。また、同年には『神戸新聞』で随想を連載している。
橋本は日本推理作家協会の会員ではなかったが、同協会の将棋同好会を復活させた和泉桂に誘われて同協会の会員になる。2024年（令和6年）11月には、将棋作品を執筆している会員の作家とともに日本将棋連盟100周年記念内閣総理大臣杯 第126回職域団体対抗将棋大会のFクラスに「日本推理作家協会」チームとして出場。橋本自身は2連勝したが、チームは敗退している。

## 人物
趣味は将棋や麻雀などのボードゲーム。奨励会時代は船江恒平らと麻雀をすることが多く、「ほとんど降りない」「攻める麻雀」だったという。2022年のインタビューでは奨励会所属経験について、「小説家としての私にとって、地に足がついた最強の持ち駒になっている」を語っている。

## 主な受賞歴
- 1999年 - 中学生将棋王将戦優勝[14][15]
- 2010年 - ジャンプ小説新人賞フリー部門特別賞[8][20]
- 2011年 - 第24回小説すばる新人賞 - 受賞作『サラの柔らかな香車』[1][8]
- 2012年 - 第24回将棋ペンクラブ大賞 文芸部門 大賞（フィクション）- 受賞作『サラの柔らかな香車』[9]
- 2022年 - 『WEB本の雑誌』第11回オリジナル文庫大賞 - 受賞作『覇王の譜』[22]
- 2023年 - 第35回将棋ペンクラブ大賞 文芸賞 大賞 - 受賞作『覇王の譜』[3]

## 著書・作品

### 単著・長編
- 『サラの柔らかな香車』（2012年2月、集英社、ISBN 978-4-08-771441-8）
  - 『サラの柔らかな香車』（2014年9月、集英社〈集英社文庫〉、ISBN 978-4-08-745228-0）
- 『サラは銀の涙を探しに』（2014年10月、集英社、ISBN 978-4-08-775421-6）
  - 『サラは銀の涙を探しに』（2016年10月、集英社〈集英社文庫〉、ISBN 978-4-08-745501-4）
- 『奨励会 ～将棋プロ棋士への細い道～』（2018年6月、マイナビ出版〈マイナビ新書〉、ISBN 978-4-8399-6691-1）
- 『覇王の譜』（2022年9月、新潮社〈新潮文庫〉、ISBN 978-4-10-104181-0[注 1]）

### 共著・短編
- 「なれなかった人」（『もの語る一手』2025年4月、講談社、ISBN 978-4-06-538954-6[注 2]）
  - 「なれなかった人」（『小説現代』2024年11月号、講談社、ASIN B0DLF1SSGW）

## その他著作

### 連載
- 「15年後の感想戦」（『ねとらぼ』2018年2月9日 - 7月2日[13]）
- 「随想」（『神戸新聞』2023年1月12日 - 4月18日[23]）

### 記事・寄稿
- “第24回小説すばる新人賞 橋本長道さん 投稿生活を送るうえで大切なこと”. 月刊公募ガイド. 2012年8月30日時点のオリジナルよりアーカイブ。2022年10月16日(UTC)閲覧。
- “フィクションが現実になるとき――漫画『将棋指す獣』に見る“女性棋士”という存在”. ねとらぼ. ITmedia. (2018年11月17日) 2022年10月16日(UTC)閲覧。
- “いまだ破られぬ詰将棋の手数最長記録（1525手詰）作者に聞く「盤上の『ミクロコスモス』はいかにして生まれたか」”. ねとらぼ. ITmedia (2019年12月24日) 2022年10月16日(UTC)閲覧。
- “人はなぜ“将棋”に人生を捧げるのか 最長手数の詰将棋「ミクロコスモス」（1525手詰）作者に聞く「詰将棋と向き合ってきた40年間」”. ねとらぼ. ITmedia (2019年12月24日) 2022年10月16日(UTC)閲覧。